# Дуду Нгумбу
Дуду Нгумбу або Дуду Енгумбу (нар. 6 лютого 1982, Кіншаса, Демократична Республіка Конго) — французький боксер-професіонал конголезького походження, що виступає в напівважкій ваговій категорії (до 79,4 кг). Чемпіон світу за версією WBF (26 листопада 2011 — 15 червня 2012), претендент на титул чемпіона світу за версією WBC (2019) і IBO (2017).

## Професіональна кар'єра
Дебютував на професійному рингу 10 березня 2007 року, нокаутувавши французького боксера Анніса Сахлі.
13 грудня 2008 року здобув вакантний титул інтерконтинентального чемпіона за версією WBC в напівважкій вазі, перемігши в Челябінську боксера з Росії Сейфудіна Барахоєва. Втратив цей пояс, зазнавши першої поразки в кар'єрі 31 жовтня 2009 року у бою проти малавійського спортсмена Айзека Чілемби (останній зустрічався з Олександром Гвоздиком у 2016 році і програв у 8 раунді через відмову продовжувати бій).
26 листопада 2011 року одноголосним рішенням суддів переміг поляка Олексія Куземського на його батьківщині в Польщі у бою за вакантний пояс чемпіона світу за версіє WBF. Втратив титул чемпіона світу 15 червня 2012 року в бою проти співвітчизника Наджиба Мохаммеді (останній зустрічався з Олександром Гвоздиком у 2016 році і програв нокаутом).
16 березня 2013 року у київському Палаці спорту відібрав титул інтерконтинентального чемпіона за версією WBO в українського боксера В'ячеслава Узелкова, перемігши того одноголосним рішенням суддів. 5 липня того ж року втратив цей титул в бою проти росіянина Ігоря Міхалкіна.
14 листопада 2015 року в Льодовому палаці, Броварів поступився Умару Саламову з Росії в бою за титул чемпіона Європи за версією WBO.
2 грудня 2017 року знову зійшовся з Міхалкіним у бою за пояс чемпіона світу за версією IBO, але знову програв.
25 травня 2018 року рішенням суддів здолав швейцарського боксера Йоанна Конголо та виграв титул WBC Francophone.
30 березня 2019 року у Філадельфії зустрівся з Олександром Гвоздиком у бою за пояс чемпіона світу за версією WBC. На першій хвилині п'ятого раунду Дуду раптово схопився за праву ногу, демонструючи, що отримав травму. Через декілька хвилин рефері зупинив бій. Гвоздик переміг технічним нокаутом і зберіг титул чемпіона WBC.